# 蒲郡自動車学校
座標: 北緯34度49分5.2秒 東経137度11分45.3秒 / 北緯34.818111度 東経137.195917度

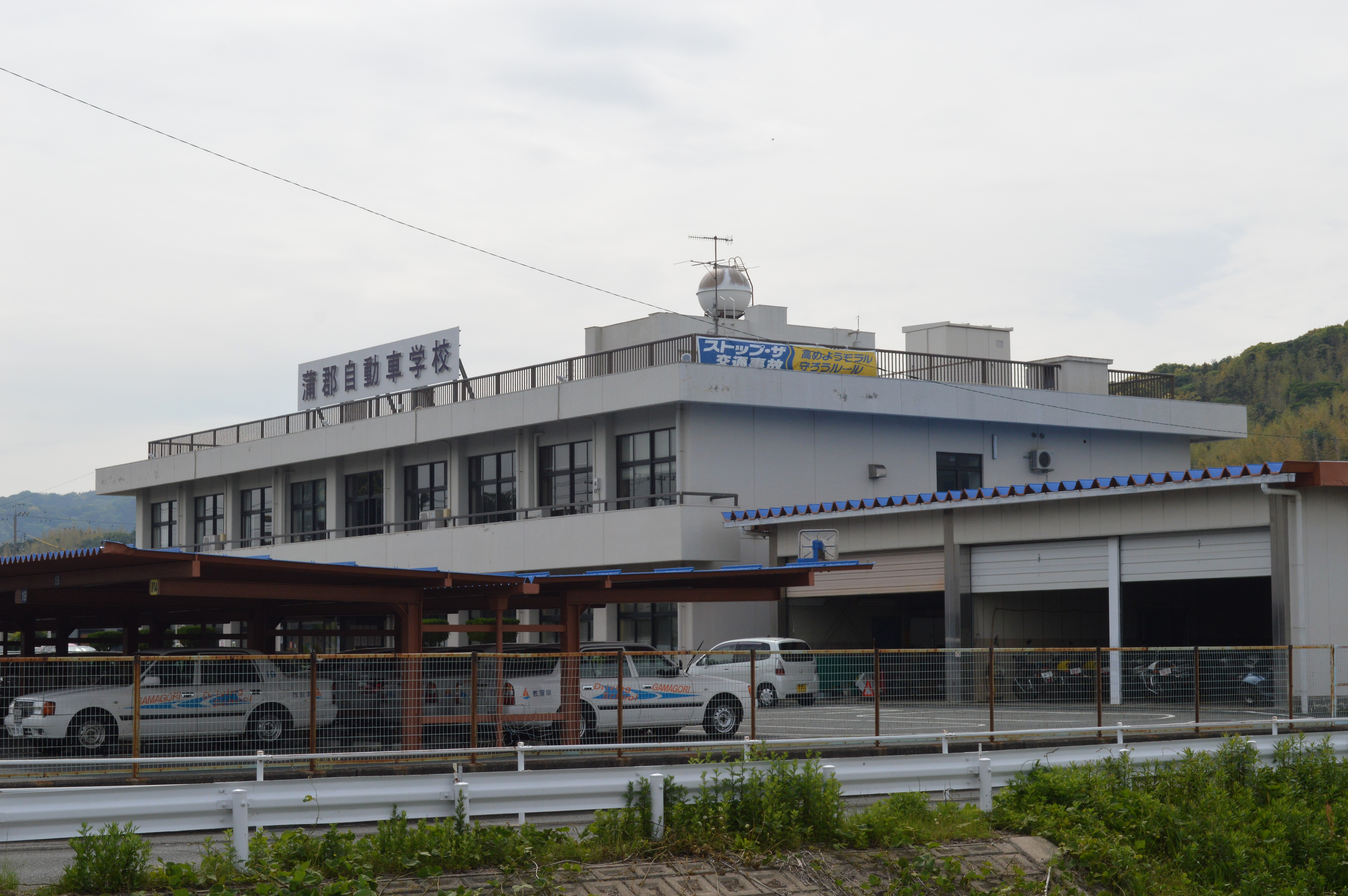
蒲郡自動車学校

蒲郡自動車学校（がまごおりじどうしゃがっこう、Gamagori Driving School）は、愛知県蒲郡市鹿島町にある一般財団法人蒲郡交通安全事業会が運営する自動車教習所。

## 概要
愛知県公安委員会指定の蒲郡市唯一の自動車教習所である。財団法人蒲郡交通安全事業会が運営している。通称「蒲自（がまじ）」。普通自動車免許と大型自動二輪および普通自動二輪車免許が取得できる。蒲郡市を中心に額田郡幸田町、西尾市からも多数生徒が通う。
当教習所のシンボルマークは海の街「蒲郡」の象徴であるヨットのマークである。イメージカラーはオレンジと水色。愛知工科大学（旧・愛知技術短期大学）の進出により現在地に移転している。

## 取扱免許
- 普通自動車免許（AT車・MT車）
- 普通自動二輪車免許（AT車・MT車・小型限定）
- 大型自動二輪車免許（AT車・MT車）

## 取扱講習
- 企業向け講習
- 高齢者講習
- 初心運転者講習
- ペーパードライバー講習
- 原動機付自転車技能試験講習

## 教習車
自動車
- TOYOTA　コンフォート
- トヨタ カローラフィールダー
- ホンダ グレイス
- マツダ アクセラ

二輪車

## 所在地
- 愛知県蒲郡市鹿島町川田12-5

## アクセス
- 名鉄蒲郡線 三河鹿島駅より車で約2分。
- JR東海道本線 三河塩津駅・名鉄蒲郡線 蒲郡競艇場前駅より車で約2分。